# Obecná pedagogika
Obecná pedagogika je součást pedagogické vědy, jedná se však o teorii obecnou, nikoli o teorii zabývající se konkrétními jevy a procesy, proto je její vymezení problematické. Odlišuje se v jednotlivých zemích i národnostních kulturách.
Obecná pedagogika jako základní pedagogická disciplína zkoumá v obecné rovině základní pedagogické kategorie a zabývá se metodologií pedagogiky jako vědního oboru. Pedagogika, jako taková, bývá nejčastěji definována jako věda o výchově, případně edukaci. Výchova je podle Průchy pokládána za „záměrné působení na osobnost jedince s cílem dosáhnout změn v různých složkách osobnosti“. S. Kučerová zdůrazňuje antropologický přístup k dané otázce a soudí, že „pedagogika se zabývá člověkem v situaci výchovy“.

## Definice
Ve většině příručkách jsou uváděny podobné definice, pro ilustraci jsou zde přepsány dvě: první z Pedagogického slovníku, druhá od Jůvy.
V Pedagogickém slovníku najdeme následující definici: „Obecná pedagogika je součást pedagogické vědy, zabývající se explanací (objasňováním) základních jevů a procesů edukační reality, formulací teoretických modelů těchto jevů a procesů, vymezováním významů vědeckých termínů označujících tyto jevy a procesy.“
Podobnou definici můžeme najít i u Jůvy: „Obecná pedagogika je základní pedagogickou disciplínou, která usiluje o systematizaci a interpretaci základních pedagogických jevů a zákonitostí a o vyvození obecně platných pedagogických norem. Abstrahuje od věku vychovávaného jedince, od instituce, ve které se výchova koná, i od oboru, ve kterém se jedinec vyvíjí. Přináší tak závěry pro všechny dílčí pedagogické disciplíny, a má tedy úlohu integrační a kooperační.“

## Rozdělení obecné pedagogiky
V Pedagogické encyklopedii je rozdělena obecná pedagogika na základě jejího obsahu na dvě základní části:
a) Metodologická část – ta se zabývá problémy, které jsou spjaté s pojetím pedagogiky jako vědy. K tomu se vážou otázky typu, co je předmětem pedagogiky, které metody se používají pro zkoumání tohoto předmětu, jaký vztah má pedagogika k ostatním vědám, a jakou úlohu má ve společnosti.
b) Všeobecná teorie výchovy – ta v obecné rovině zkoumá otázky, kterými jsou cíle výchovy, funkce výchovy při rozvoji jedince, činitele fungující ve výchově, organizace výchovy ve společnosti, formy výchovy apod. 

## Předmět obecné pedagogiky
Předmětem obecné pedagogiky je studium společných rysů a souvislostí výchovy a vzdělávání, odehrávajících se za různých podmínek. Výchova i vzdělávání jsou brány ve všech formách, obsazích i vztazích.
Pedagogika pro zkoumání svého předmětu používá výzkumné metody, které mohou být pro kvantitativní nebo kvalitativní výzkum.
Kvantitativní výzkum (metody: pozorování, dotazník, interview, experiment atd.).Tento výzkum je užitečný při zkoumání velkých skupin, poměrně rychlý sběr dat, přesná statistická data, která nejsou závislá na výzkumníkovi, rychlá analýza dat, lze výsledek zobecnit na populaci, pokud je dostatečně zastoupen vzorek respondentů.
Kvalitativní výzkum (metody: pozorování, interview, výzkum životního příběhu atd.) Na rozdíl od kvantitativního výzkumu nevyužívá statistiku, umožňuje studovat procesy, hledá příčinné souvislosti, nabízí podrobný popis při zkoumání. 

## Systematizace
K systematizaci obecné pedagogiky přispěl Y. Bertrand, který ve své knize Soudobé teorie vzdělávání popisuje sedm teorií vzdělávání, které měly vliv na to, jakou podobu a jakou úlohu by vzdělání mělo plnit.
Více najdete v článku Dělení pedagogických teorií.
Spiritualistické teorie - soustředí se na duchovní a metafyzické hodnoty.
Personalistické teorie - klade důraz na svobodu žáka a jeho zájmy, jedinec řídí své vlastní vzdělávání.
Kognitivně-psychologické teorie - vzdělávání je vysvětleno na základě poznávacích procesů.
Technologické teorie - podle této teorie mají ve vzdělávání místo nové technologické prostředky, zvláště pak počítačem zprostředkované učení.
Sociokognitivní teorie - důraz kladen na sociální a kulturní faktory ve vzdělávání.
Sociální teorie - soustředí se na sociální a kulturní nerovnosti, segregaci a elitářství ve vzdělávání.
Akademické teorie - důraz kladen na klasické obsahy ve vzdělávání odvozené z vědních oborů.

## Historie vzniku obecné pedagogiky
Obecná pedagogika má kořeny v Německu, kde se za zakladatele této disciplíny považuje E. Ch. Trapp. Svými pracemi však obecnou pedagogiku více ovlivnil J. F. Herbart, především pak prací z roku 1806 s názvem „Allgemeine Pädagogik aus dem Zweck der Erziehung abgeleitet" (Obecná pedagogika z cíle výchovy odvozená). Z Německa se toto pojetí pedagogiky rozšířilo do zbytku Evropy, kromě anglosaského světa, tedy amerického a britského prostředí, kde tato disciplína nebyla přijata. V USA by mohla být obecná pedagogika určitou paralelou předmětu foundations of education, který se zde vyučuje na vysokých školách jako úvod o základech edukace ve školním prostředí.
První zmínky o disciplíně obecné pedagogiky v české literatuře nalézáme v 1. polovině 20. století. První souborné zpracování vzniklo pod názvem „Základy obecné pedagogiky“ (Hendrich, 1925 – 1926), dalšími autory píšícími o obecné pedagogice byli O. Kádner, O. Chlup a další. 